# Psilocybinsvampe
Psilocybinsvampe er en betegnelse for visse arter af svampe, der indeholder psykoaktive stoffer, fx psilocybin. Stofferne virker hallucinogene og psykedeliske. De fleste psilocybinsvampe tilhører slægten Psilocybe (nøgenhat), hvor flere arter netop indeholder stoffet psilocybin. En del psilocybinsvampe tilhører dog andre slægter og indeholder andre stoffer. Psilocybinsvampe af slægten Psilocybe har forskelligt indhold af psilocybin. Deres indhold varierer fra ca. 0,5% til 2% af tørvægten. Dette kommer an på både vækstforhold og art. Der findes flere arter a psilocybinsvampe i Danmark, Psilocybe semilanceata eller på dansk: spids nøgenhat samt Psilocybe cyanescens blånende nøgenhat og Psilocybe fimetaria prægtig nøgenhat.

## Historie
Psilocybinsvampe vokser over hele verden og har været kendt i lang tid før vores tidsregning. Allerede 500-1000 år f.kr. har mennesker tegnet svampe i religiøse sammenhænge på sten. I mange lande har svampene været en vigtig del af religiøse ceremonier og ritualer. Svampene har i sådanne tilfælde haft en guddommelig status, og i Mexico troede man på en gud der blev kaldt Piltzintecuhtli, som var guden af alle hallucinogener, specielt den hellige svamp. Brugen af psilocybinsvampe har stået på i næsten hele verden lige siden, selvom det i mange lande nu er blevet ulovligt. Psilocybinsvampe har siden 2001 været ulovlige at besidde i Danmark.

## Brugen
Svampene bliver meget sjældent misbrugt, da rusen er mentalt udmattende og der hurtigt opbygges en tolerance der fjerner effekten ved hyppig brug.